# LOL (여자친구의 음반)
《LOL》(엘오엘)은 대한민국의 걸그룹 여자친구의 첫 정규 음반이다. 2016년 7월 11일 로엔엔터테인먼트에서 발매되었다. 타이틀곡은 〈너 그리고 나 (NAVILLERA)〉이다. 음반명 LOL은 ‘크게 웃다’라는 의미의 ‘Laughing Out Loud’와 ‘사랑을 듬뿍 보내다’라는 의미의 ‘Lots Of Love’으로 미국에서 주로 사용되는 인터넷 신조어이며, 두 가지 버전으로 발매되었다.

## 개요
- 전 음반 《SNOWFLAKE》 이후로 6개월 만에 발매되는 음반이자, 첫 정규 음반이다.

## 수록곡
| #            | 제목                                 | 작사               | 작곡·편곡                | 재생 시간 |
| ------------ | ------------------------------------ | ------------------ | ------------------------ | --------- |
| 1.           | 〈INTRO〉                            |                    | 오레오                   | 1:07      |
| 2.           | 〈물들어요〉 (Fall In Love)          | 오레오             | 오레오                   | 3:18      |
| 3.           | 〈너 그리고 나 (NAVILLERA)〉         | 이기용배           | 이기용배                 | 3:14      |
| 4.           | 〈LOL〉                              | 김이나             | Masterkey, SCORE, 팻뮤직 | 3:30      |
| 5.           | 〈한 뼘〉 (Distance)                 | 이기용배           | 이기용배                 | 3:37      |
| 6.           | 〈물꽃놀이〉 (Water Flower)          | 오레오, 이기       | 오레오, 이기             | 3:41      |
| 7.           | 〈Mermaid〉                          | 미오               | 미오                     | 3:27      |
| 8.           | 〈나의 일기장〉 (Sunshine)           | e.one              | e.one                    | 3:31      |
| 9.           | 〈나침반〉 (Compas)                  | 김정윤, 레트로펑키 | 김정윤, 레트로펑키       | 3:30      |
| 10.          | 〈찰칵〉 (Click)                     | Mafly              | 신혁, Mrey, DK           | 3:18      |
| 11.          | 〈바람에 날려〉 (Gone with the wind) | e.one              | e.one                    | 3:50      |
| 12.          | 〈너 그리고 나〉 (NAVILLERA) (Inst.) |                    | 이기용배                 | 3:14      |
| 총 재생 시간 | 총 재생 시간                         | 총 재생 시간       | 총 재생 시간             | 39:16     |

## 차트
| 차트 (2016)                 | 최고 순위 |
| --------------------------- | --------- |
| 대한민국 (가온 차트 ‘주간’) | 3         |
| 대한민국 (가온 차트 ‘월간’) | 4         |